# Doryichthys
Doryichthys es un género de pez de la familia Syngnathidae en el orden de los Syngnathiformes.

## Especies
Las especies de este género son:
- Doryichthys boaja
- Doryichthys contiguus
- Doryichthys deokhatoides
- Doryichthys heterosoma
- Doryichthys martensii